# هانغ ليو
هانغ ليو (بالإنجليزية: Hung Liu)‏ هي رسامة أمريكية، ولدت في 17 فبراير 1948 في تشانغتشون في الصين.

## وصلات خارجية
- الموقع الرسمي